# Анелево (Конінський повіт)
Анелево (пол. Anielewo) — село в Польщі, у гміні Казімеж-Біскупи Конінського повіту Великопольського воєводства.
Населення — 184 особи (2011).
У 1975-1998 роках село належало до Конінського воєводства.

## Демографія
Демографічна структура станом на 31 березня 2011 року:
|          | Загалом | Допрацездатний вік | Працездатний вік | Постпрацездатний вік |
| -------- | ------- | ------------------ | ---------------- | -------------------- |
| Чоловіки | 100     | 21                 | 67               | 12                   |
| Жінки    | 84      | 16                 | 43               | 25                   |
| Разом    | 184     | 37                 | 110              | 37                   |